# The Silent Force
Albums de Within Temptation
Mother Earth
(2001) The Heart of Everything
(2007)
The Silent Force est le troisième album du groupe néerlandais de metal symphonique Within Temptation, sorti le 15 novembre 2004 sous le label GUN Records.
Il a été commercialisé sous 3 versions : boîtier cristal sans livret ; boîtier cristal avec livret de 8 pages : digipack avec artworks, pistes mixtes et deux bonus tracks.
Deux mois à peine après sa sortie, l'album a été consacré disque d'or en Allemagne, aux Pays-Bas et en Belgique. Il obtient cette distinction en 2005 en Finlande. 

## Tracklisting
1. "Intro" – 1:58
2. "See Who I Am" – 4:52
3. "Jillian (I'd Give My Heart)" – 4:46
4. "Stand My Ground" – 4:26
5. "Pale" – 4:28
6. "Forsaken" – 4:53
7. "Angels" – 4:00
8. "Memories" – 3:52
9. "Aquarius" – 4:45
10. "It's the Fear" – 4:06
11. "Somewhere" – 4:14

### Bonus tracks
(Édition GUN Records)
1. "A Dangerous Mind" – 4:17
2. "The Swan Song" – 3:58

(Édition Roadrunner Records)
1. "Destroyed" – 4:52
2. "Jane Doe" – 4:30